# Paul Waner
Paul Glee Waner (16 de abril de 1903 - 29 de agosto de 1965) fue un jugador de béisbol germano-americano que jugó como jardinero derecho en Grandes Ligas. Fue elegido como miembro del Salón de la Fama en 1952.

## Carrera en grandes ligas
Lideró la Liga Nacional en bateo en tres ocasiones y acumuló 3,000 hits durante su carrera de 20 años en las Grandes Ligas (1926-1945). Conectó 200 o más hits en ocho campañas y fue elegido como MVP de la Liga Nacional en 1927. Su promedio de bateo de por vida fue de .333 y comparte con Chipper Jones el récord de más juegos consecutivos (14) conectando un extra base.
Luego de jugar 15 años con los Pirates, Waner finalizó su carrera jugando para los Brooklyn Dodgers|Dodgers]]  (1941, 1943-1944), Boston Braves (1941-1942) y New York Yankees (1944-1945).
En 1999, “The Sporting News” lo ubicó en el puesto 62 de la lista de los 100 mejores jugadores de béisbol de la historia (100 Greatest Baseball Players) y fue nominado como finalista del Juego de la Centuria de las Grandes Ligas (Major League Baseball All-Century Team). Los Pittsburgh Pirates retiraron su número 11 de la camiseta el 21 de julio de 2007.
Sus 3,152 hits, sumados a los de su hermano Lloyd (2,459), logran la mayor cantidad (5,611) de hits producidos por hermanos dentro de las Mayores, por delante de los tres hermanos Alou (5,094): Felipe (2,101), Matty (1,777) y Jesús (1,216) y los DiMaggio (4,853). Joe (2,214), Dom (1,680) y Vince (959), entre otros.